# Britt Robertson
Brittany Leanna Robertson (Charlotte, 18 de abril de 1990) é uma atriz norte-americana. É mais conhecida por seus papéis nas séries Life Unexpected, The Secret Circle, Under the Dome, e Girlboss bem como nos filmes Avalon High, Triple Dog, The First Time, The Longest Ride (2015) e Tomorrowland (2015).

## Biografia
Britt nasceu em Charlote, a cidade mais populosa do estado norte-americano da Carolina do Norte. É a filha mais velha de Beverly e Ryan Robertson, que têm mais seis filhos, três meninas e três meninos. Ela foi educada em casa por sua mãe e cresceu em Greenville (Carolina do Sul), onde demonstrou seu interesse pela carreira artística. Começou a atuar pelo Greenville Little Theater, realizando vários papéis no palco do teatro. Aos 12 anos se mudou para a casa de seus avós em Los Angeles, a procura de trabalhos na TV e Cinema.

## Carreira
Sua primeira grande oportunidade foi ser selecionada para interpretar Michelle Seaver em Growing Pains: Return of the Seavers, porém  o seu primeiro papel notável foi a de Cara Burns no filme Dan in Real Life. Ela depois apareceu no episódio "Go to Hell" da oitava temporada de CSI e teve um papel recorrente na série Swingtown da CBS.
Em 2008 interpretou Trixie Stone, a personagem principal em The Tenth Circle, um filme baseado no romance de Jodi Picoult. Também apareceu no episódio "Babes" da décima temporada de Law & Order: Special Victims Unit.
Em 2009 teve um pequeno papel como a DJ B-Rob em The Alyson Stoner Project e também participou do episódio "Family Values" da oitava temporada de Law & Order: Criminal Intent.
Em 2010 protagonizou a série Life Unexpected da CW como Lux Cassidy, uma adolescente que, após passar por várias adoções durante quase toda a sua infância, decide ir atrás de seus pais biológicos. No final do ano teve o papel principal como Allie Pennington em Avalon High, baseado no livro de Meg Cabot.
Em 2011 apareceu como personagem secundária no filme de terror Scream 4, depois ganhou destaque como a estrela principal da série The Secret Circle, ao lado de Phoebe Tonkin, Shelley Hennig e Jessica Parker Kennedy, atuando como Cassie Blake, uma adolescente normal que vivia com sua mãe Amelia, até que esta morre em um estranho e trágico acidente. Então Cassie vai morar com sua avó em uma pequena cidade, onde descobre que é uma bruxa e que os habitantes parecem saber mais sobre ela do que ela sabe sobre si mesma. A série é baseada nos livros de mesmo nome da escritora L. J. Smith.
Em 2012 estrelou o filme The First Time com Dylan O'Brien e Victoria Justice.
A partir de 2013 começou a atuar na série Under the Dome, no papel da aprisionada Angie McAlister. Foi regular nas duas primeiras temporadas da série, embora em seu segundo ano tenha saído já no começo da temporada. 
Em 2014 estrelou o filme Ask Me Anything e atuou no filme Cake.
Em 2015 protagoniza a adaptação cinematográfica The Longest Ride, como o par romântico de Scott Eastwood, o filme é baseado no livro de mesmo nome do autor Nicholas Sparks. Ela também protagoniza o filme Tomorrowland da Walt Disney Pictures, onde atua ao lado de George Clooney.
Em 2017 protagonizou no filme The Space Between Us e também estrelou no filme A Dog's Purpose fazendo par romântico com o ator KJ Apa. 
Em 2020 protagonizou no filme I Still Believe retornando novamente a parceria com Apa. Ela interpreta Melissa, uma jovem cristã, perseverante na fé, que descobre um câncer ovariano e conhece seu grande amor Jeremy, interpretado por Apa. Filme baseado no livro autobiográfico do cantor cristão Jeremy Camp.

## Filmografia

### Cinema
| Ano  | Título                     | Papel            | Notas             |
| ---- | -------------------------- | ---------------- | ----------------- |
| 2003 | The Ghost Club             | Carrie           |                   |
| 2003 | One of Them                | Young Elizabeth  | Direto para vídeo |
| 2004 | The Last Summer            | Beth             |                   |
| 2006 | Keeping Up with the Steins | Ashley Grunwald  |                   |
| 2007 | Frank                      | Anna York        |                   |
| 2007 | Dan in Real Life           | Cara Burns       |                   |
| 2008 | From Within                | Claire           |                   |
| 2009 | The Alyson Stoner Project  | DJ B-Rob         | Direto para vídeo |
| 2009 | Mother and Child           | Violet           |                   |
| 2010 | Cherry                     | Beth             |                   |
| 2010 | Triple Dog                 | Chapin Wright    |                   |
| 2010 | Avalon High                | Allie            |                   |
| 2011 | Scream 4                   | Marnie Cooper    |                   |
| 2011 | Video Girl                 | Video Girl       |                   |
| 2011 | The Family Tree            | Kelly Burnett    |                   |
| 2012 | The First Time             | Aubrey Miller    |                   |
| 2013 | White Rabbit               | Julie            |                   |
| 2013 | Delivery Man               | Kristen          |                   |
| 2014 | Ask Me Anything            | Katie Kampenfelt |                   |
| 2014 | Cake                       | Becky            |                   |
| 2015 | The Longest Ride           | Sophia Danko     |                   |
| 2015 | Tomorrowland               | Casey Newton     |                   |
| 2016 | Mother's Day               | Kristin          |                   |
| 2016 | Mr. Church                 | Charlotte Brooks |                   |
| 2016 | Jack Goes Home             | Cleo             |                   |
| 2017 | A Dog's Purpose            | Hannah           |                   |
| 2017 | The Space Between Us       | Tulsa            |                   |
| 2018 | The Postcard Killings      | Dessie Leonard   | Pré-produção      |
| 2020 | I Still Believe            | Melissa Henning  |                   |

### Televisão
| Ano       | Título                                | Papel                           | Notas                                              |
| --------- | ------------------------------------- | ------------------------------- | -------------------------------------------------- |
| 2018-2019 | For The People                        | Sandra Bell                     | Principal                                          |
| 2017      | Girlboss                              | Sophia Marlowe                  | Principal                                          |
| 2013-2014 | Under the Dome                        | Angie McAlister                 | Recorrente                                         |
| 2014      | Under The Dome: Inside Chester's Mill | Ela mesma                       | Especial para TV                                   |
| 2011-2012 | The Secret Circle                     | Cassie Blake                    | Papel principal                                    |
| 2010-2011 | Life Unexpected                       | Lux Cassidy                     | Papel principal                                    |
| 2009      | Three Rivers                          | Brenda Stark                    | Episódio: Good Intentions                          |
| 2009      | Law & Order: Criminal Intent          | Kathy Devildis                  | Episódio: Family Values                            |
| 2008      | Law & Order: Special Victims Unit     | Christina 'Tina' Divola Bernard | Episódio: Babes                                    |
| 2008      | Swingtown                             | Samantha Saxton                 | 13 episódios                                       |
| 2007      | The Winner                            | Vivica                          | Episódio: Pilot                                    |
| 2005-2006 | Freddie                               | Mandy                           | Episódios: "Freddie and the Hot Mom" e "Halloween" |
| 2001      | Power Rangers: Time Force             | Tammy                           | Episódio: Uniquely Trip                            |
| 2000      | Sheena                                | Sheena (criança)                | Episódio: Buried Secrets                           |